# Yamato Fujita
Yamato Fujita (Sasebo, 18 de dezembro de 1990) é uma jogadora de softbol japonesa, que joga na posição de arremessadora (pitcher).

## Carreira
Fujita começou a treinar softbol aos seis anos de idade e compôs o elenco da Seleção Japonesa de Softbol Feminino nos Jogos Olímpicos de Verão de 2020 em Tóquio, onde se consagrou campeã com a conquista da medalha de ouro.